# Protesi

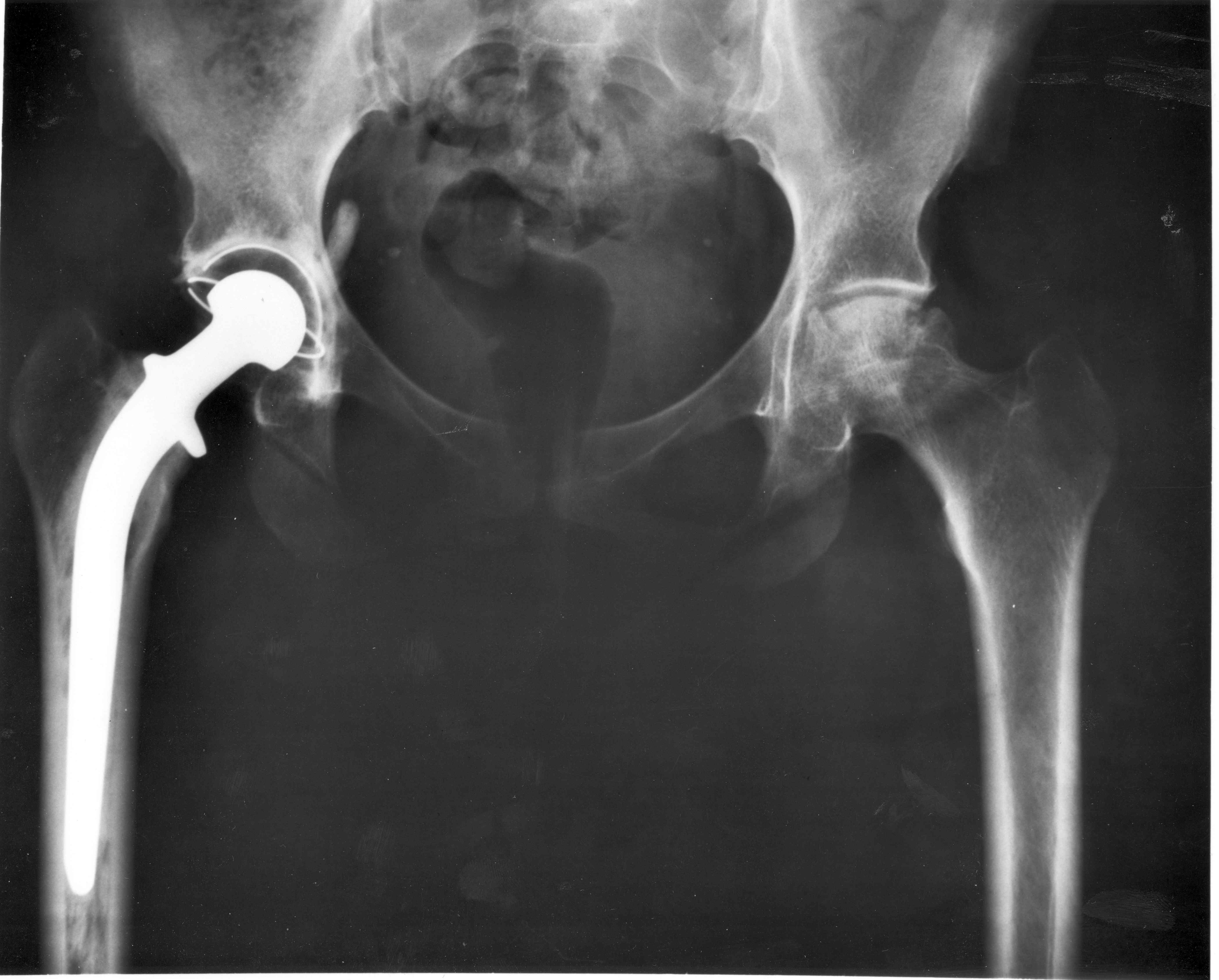
Radiografia di una protesi femorale in sede

Una protesi è un dispositivo artificiale atto a sostituire una parte del corpo mancante (un arto, un organo o un tessuto), o a integrare una danneggiata.
Le protesi possono essere prodotte su misura (ad esempio protesi dentarie o ortopediche) o in serie (ad esempio valvole cardiache). Le protesi dentali o dentarie vengono costruite da odontotecnici diplomati ed abilitati a farlo sotto prescrizione del medico specialista (odontoiatra o odontostomatologo).
Le protesi possono essere create a mano o con computer-aided design (CAD), un'interfaccia software che aiuta i creatori a progettare e analizzare la creazione con grafica 2-D e 3-D generata dal computer, nonché strumenti di analisi e ottimizzazione.

## Storia
Le protesi provengono dall'antico Vicino Oriente intorno al 3000 a.C., con le prime prove di protesi che appaiono nell'antico Egitto e in Iran. La prima menzione riportata di protesi oculari proviene dalla storia egiziana dell'Occhio di Horus risalente al 3000 a.C. circa, in cui si racconta che l'occhio sinistro di Horus viene strappato e poi restaurato da Thoth. Nel 3000-2800 a.C., la prima prova archeologica di protesi oculare sepolta viene ritrovata a Shahr-i Sokhta. Un'altra menzione riportata si trova nell'Asia meridionale intorno al 1200 a.C., in riferimento alla regina guerriera Vishpala nel Rigveda.

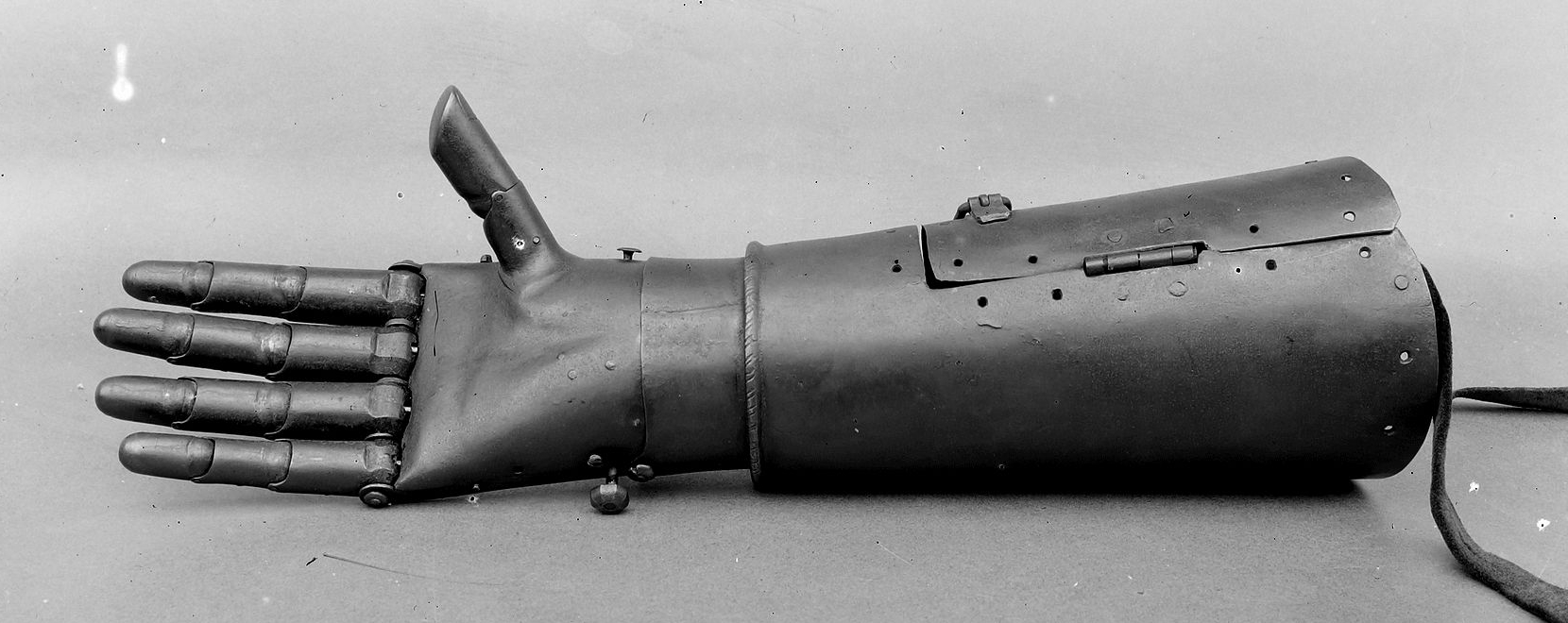
Mano protesica in ferro che si ritiene appartenesse a Götz von Berlichingen (1480–1562)

Una menzione precoce di una protesi deriva dallo storico greco Erodoto, che racconta la storia di Hegesistratus, un greco indovino che amputò il proprio piede per sfuggire ai rapitori spartani e lo sostituì con uno in legno. Plinio il Vecchio riportò anche la storia di un generale romano, Marco Sergio, la cui mano destra fu tagliata in battaglia e si fece fare una mano di ferro per tenere il proprio scudo in modo che potesse tornare a combattere.
Un braccio protesico storico famoso fu quello di Götz von Berlichingen, realizzato all'inizio del XVI secolo. Il primo uso confermato di un dispositivo protesico, tuttavia, viene datato tra il 950 e il 710 a.C. Nel 2000 i ricercatori hanno scoperto una mummia di tale periodo sepolta nella necropoli egiziana vicino all'antica Tebe che possedeva un alluce artificiale costituita da legno e pelle, che mostrava prove di essere stata utilizzata. Quando è stata riprodotta da ingegneri biomeccanici nel 2011, i ricercatori hanno scoperto che questa antica protesi permetteva a chi la indossava di camminare sia a piedi nudi che con sandali. In precedenza, la prima protesi scoperta era una gamba artificiale trovata a Capua.
Una protesi degna di nota era quella appartenente a un uomo italiano, che gli scienziati stimano abbia sostituito la sua mano destra che era stata amputata. Gli scienziati che hanno indagato sullo scheletro, rinvenuto in un cimitero longobardo a Povegliano Veronese, hanno stimato che l'uomo fosse vissuto tra il VI e l'VIII secolo d.C.
Si ritiene che anche François de La Noue avesse una mano di ferro, così come, nel XVII secolo, René Robert Cavelier de La Salle. Henri de Tonti aveva un gancio protesico usato come mano. Durante il Medioevo, la protesi rimase di forma piuttosto elementare. I cavalieri debilitati sarebbero stati dotati di protesi in modo da poter tenere in mano uno scudo, impugnare una lancia o una spada o stabilizzare un guerriero a cavallo.
Durante il Rinascimento, le protesi si svilupparono con l'uso di ferro, acciaio, rame e legno. Le protesi funzionali cominciarono a fare la loro comparsa nel 1500.
Nel 1728 il dentista francese Pierre Fauchard, cui si attribuisce spesso l'invenzione della moderna ortodonzia, pubblicò un libro intitolato The Surgeon Dentist (Il chirurgo dentista) sui metodi per raddrizzare i denti. Fauchard usava una protesi chiamata "Bandeau", un apparecchio formato da un pezzo di ferro a forma di ferro di cavallo che aiutava l'espansione dell'arco dentale.
Dopo la seconda guerra mondiale, studiosi dell'Università della California di Berkeley contribuirono a sviluppare l'invasatura protesica quadrilatera. La tecnologia dell'invasatura per gli arti inferiori ha visto un'ulteriore rivoluzione durante gli anni '80, quando John Sabolich inventò l'invasatura protesica CATCAM, che in seguito si è evoluta nell'invasatura protesica Sabolich.
Le prime protesi di ginocchio controllate da microprocessore sono diventate disponibili all'inizio degli anni '90.
Nel 2005 DARPA ha avviato il programma Revolutionizing Prosthetics e nel 2015 ha sviluppato un braccio robotico che restituisce il senso del tatto.
Nel 2019 è stato lanciato un progetto nell'ambito del programma AT2030 in cui le protesi su misura sono realizzate utilizzando un materiale termoplastico, anziché attraverso un calco in gesso. Questo metodo è più veloce e significativamente meno costoso. Le protesi così prodotte furono chiamate Amparo Confidence.
Nella storia le protesi su ruote sono state ampiamente utilizzate anche nella riabilitazione di animali domestici feriti, inclusi cani, gatti, maiali, conigli e tartarughe.

## Tipi di protesi

### Apparecchio acustico

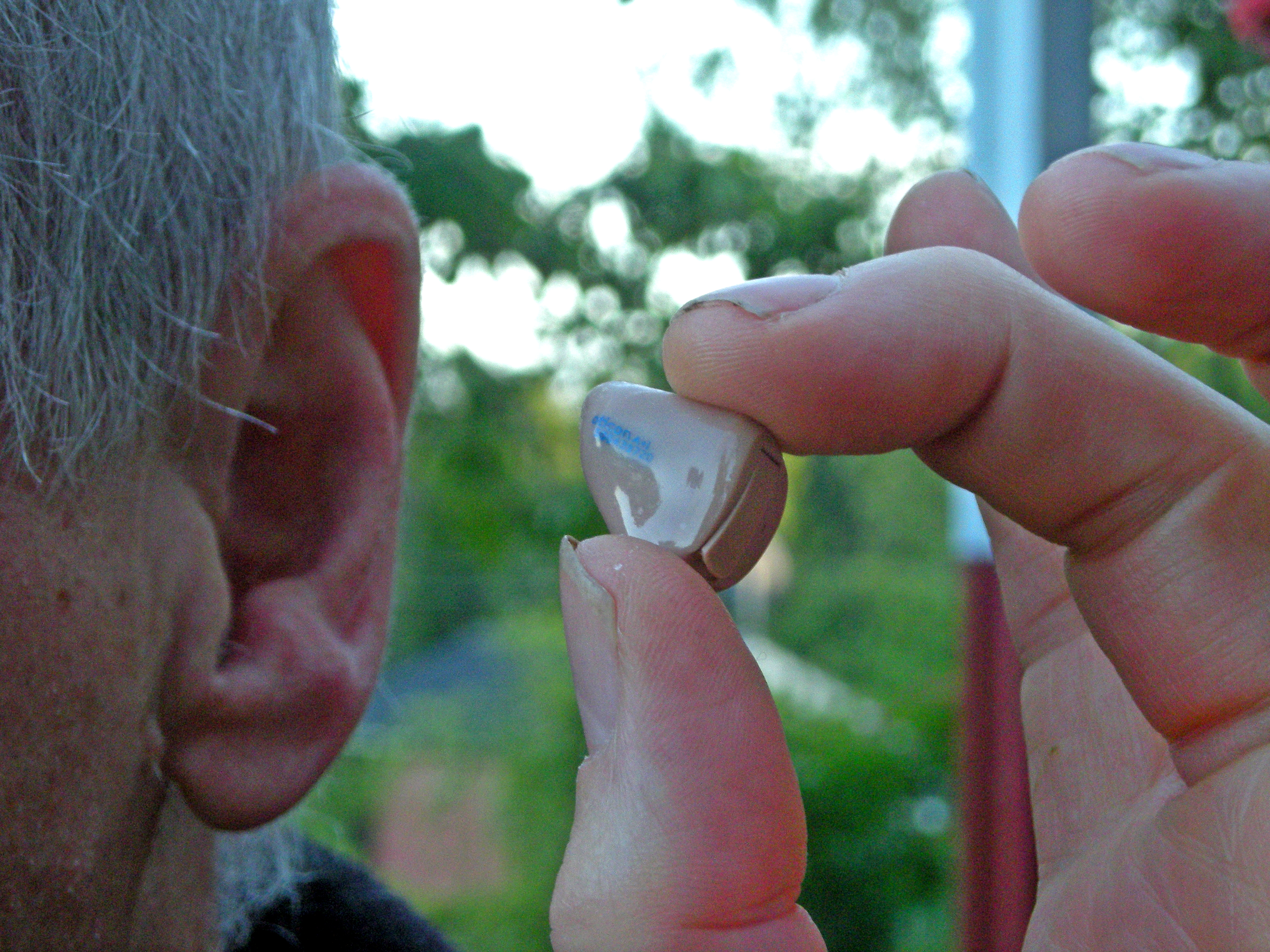
Apparecchio acustico

Un apparecchio acustico è un dispositivo sanitario elettronico studiato per correggere le disfunzioni del sistema uditivo. I moderni apparecchi acustici sono costituiti da dispositivi elettronici di tipo analogico o digitale.

### Apparecchio ortodontico

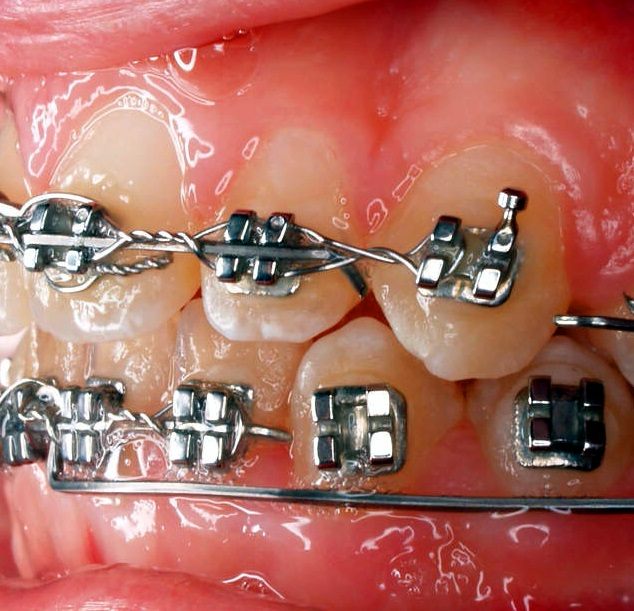
Apparecchio ortodontico

L'apparecchio ortodontico è una ortesi o dispositivo medico con il quale l'ortodontista (il medico specializzato in questo tipo di trattamenti) riesce ad allineare i denti, al fine di ottenere una masticazione corretta, una migliore igiene orale e una migliore estetica del sorriso.

### Neuroprotesi

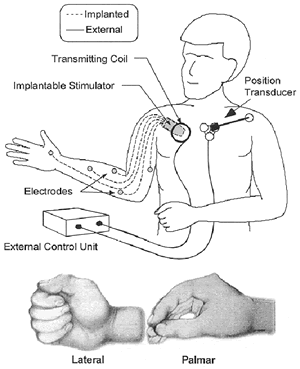
Uno schema della neuroprotesi che mostra l'unità di controllo esterna e il trasduttore di posizione montato sulla spalla, insieme allo stimolatore e agli elettrodi impiantati. Sono mostrate anche illustrazioni di prensione laterale e palmare.

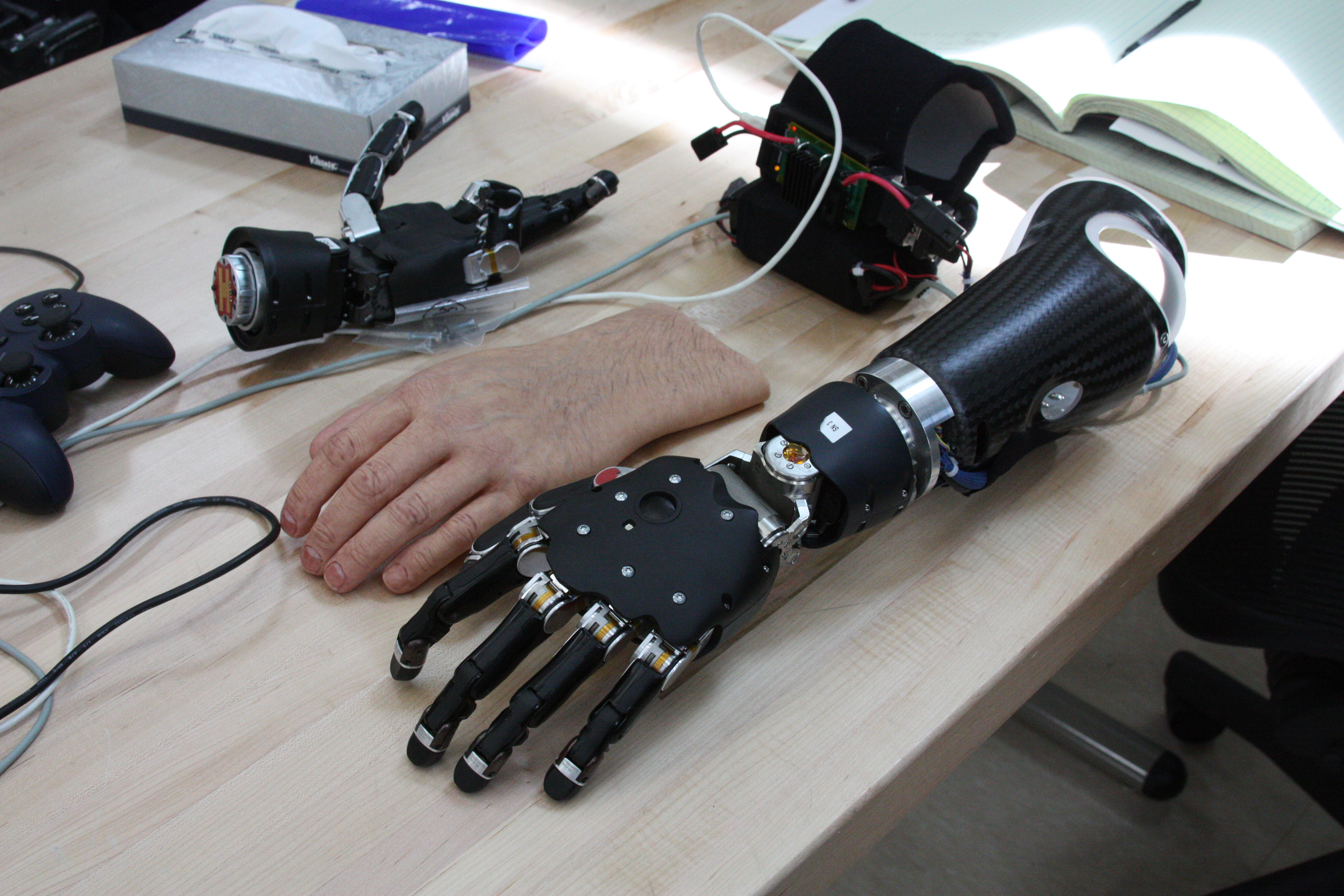
Esempio di neuroprotesi di una mano denominata Modular Prosthetic Limb (MPL), che consente il movimento indipendente delle dita.
È stata utilizzata per la prima volta dai soldati feriti al Walter Reed National Military Medical Center nel 24 gennaio 2012.

Le neuroprotesi sono dispositivi artificiali in grado di sostituire o migliorare specifiche funzioni del sistema nervoso. La disciplina che si occupa della progettazione e lo sviluppo di tali dispositivi è l'Ingegneria Biomedica, attraverso le competenze, in termini di comprensione dei fenomeni di funzionamento del sistema nervoso provenienti dalle Neuroscienze.

### Occhiali

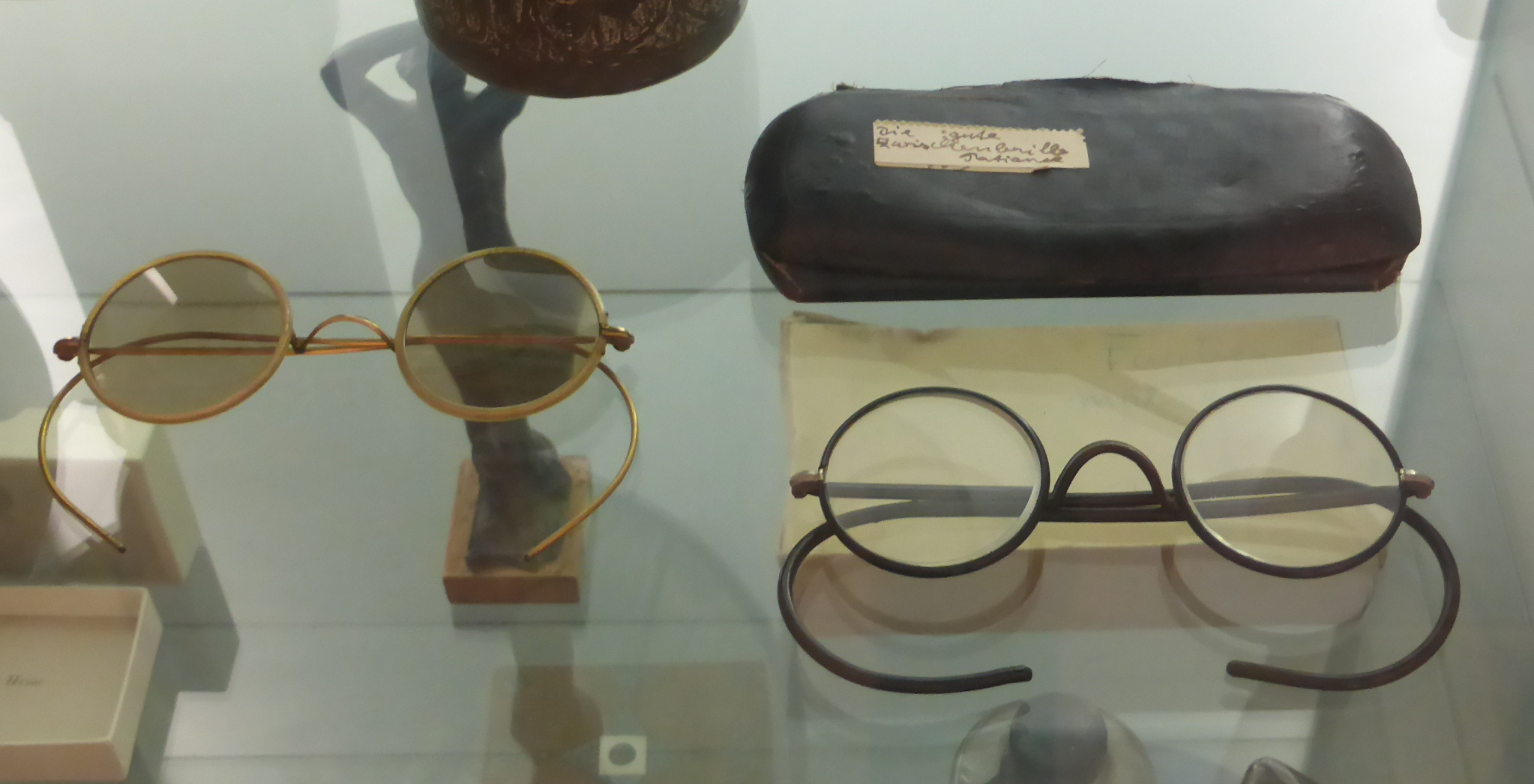
Occhiali appartenuti a Hermann Hesse

Gli occhiali sono delle protesi esterne da vista, composte da una montatura e da due lenti atte a correggere alterazioni della vista dovute a vizi di rifrazione dell'occhio umano (come miopia, astigmatismo, ipermetropia e presbiopia) o a insufficienze nella funzionalità oculare.

### Protesi dentaria

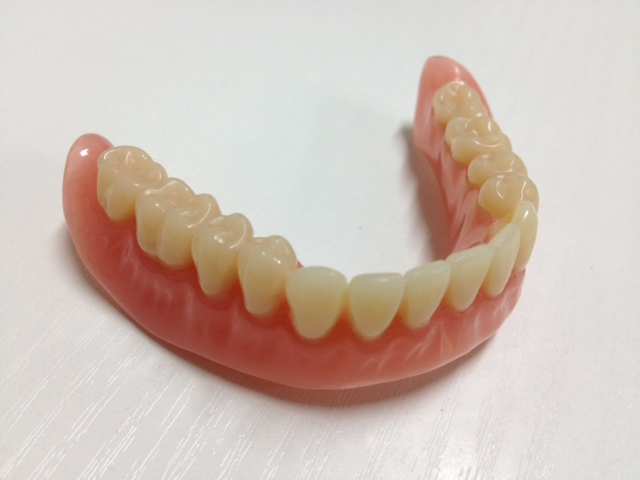
Protesi dentaria

Una protesi dentaria è un manufatto, realizzato da un odontotecnico abilitato, sotto la guida di un odontoiatra, utilizzata per aggiustare la dentatura originaria persa o compromessa per motivi funzionali e/o estetici.

### Protesi del seno

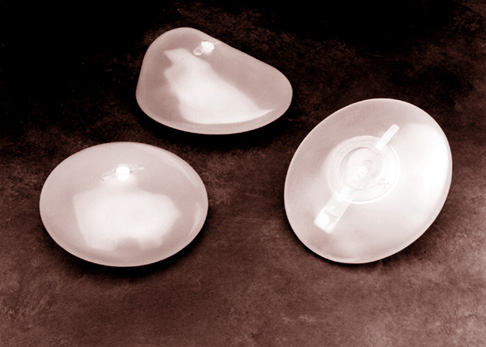
Protesi del seno

Le protesi mammarie sono utilizzate nella chirurgia estetica o nella chirurgia della mammella per aumentare le dimensioni (mastoplastica additiva) e per modificare la forma del seno di una donna o per ricostruire il seno, ad esempio dopo una mastectomia, o nell'ambito della chirurgia per il cambio di sesso.

### Protesi ortopedica

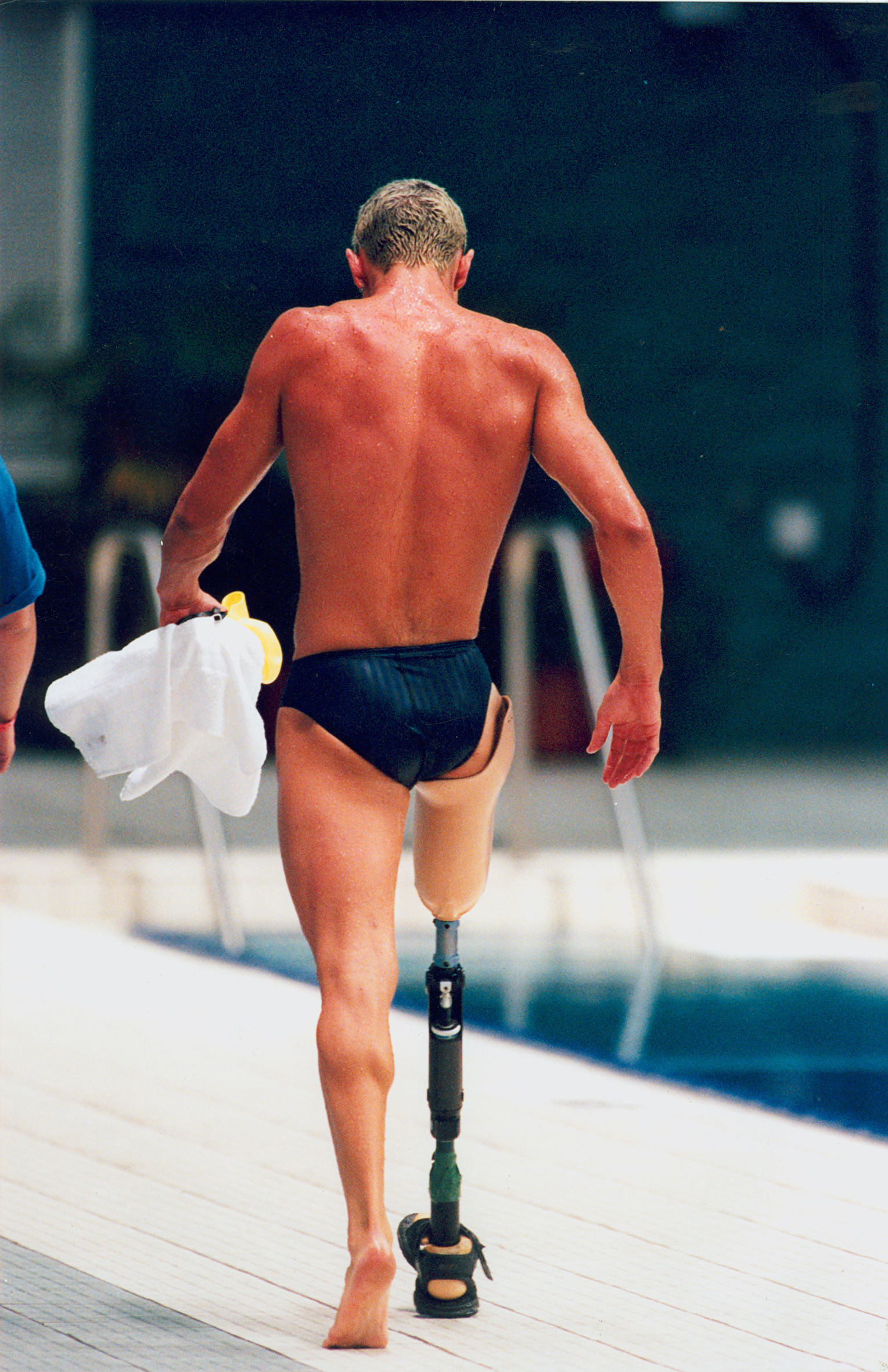
Protesi alla gamba indossata dal nuotatore australiano Cameron de Burgh sul ponte della piscina ai Giochi Paralimpici di Atlanta 1996.

In ortopedia le protesi sono componenti atte a sostituire in parte o completamente un segmento scheletrico del corpo umano (es: un arto, una falange) per cause acquisite come un evento traumatico o per cause congenite, restituendo immagine corporea e funzionalità. Queste si dividono in esoprotesi (esterne) ed endoprotesi (interne).

#### Protesicustom made
Le protesi custom made sono realizzate con una TAC preoperatoria che permette di creare un modello 3D del ginocchio. Il risultato è "impianto più fisiologico, un miglior allineamento, maggiore precisione chirurgica, meno sanguinamento e tempi di recupero più brevi".

### Protesi transradiale

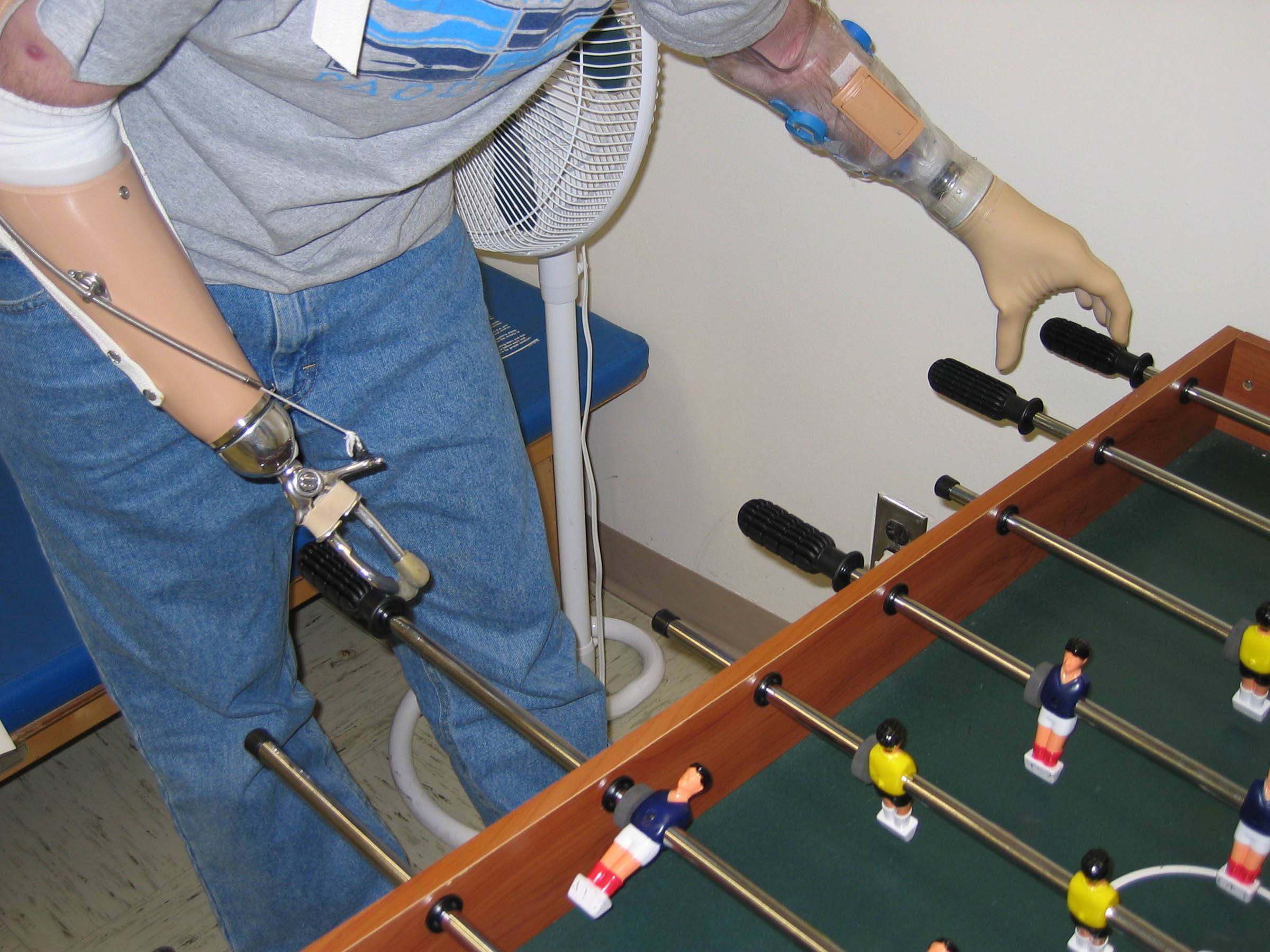
Un soldato dell'esercito degli Stati Uniti gioca a calcio balilla con due arti protesici.

La protesi transradiale è una protesi funzionale per il braccio, disponibile in due tipi, entrambi utilizzabili da quelle persone che abbiano subito l'amputazione transradiale del braccio (al di sotto del gomito).

### Protesi bionica
Le protesi bioniche sono una tipologia di protesi per le mani e le gambe fortemente integrata nel corpo del paziente. Un tipo particolarmente evoluto prevede l'integrazione degli elettrodi nei nervi e nei muscoli, e la ricrescita del tessuto osseo sulla protesi in titanio. Al 2023 gli scienziati sono riusciti ad utilizzare un software di intelligenza artificiale per interpretare gli impulsi nervosi provenienti dal cervello e far muovere l'arto superiore.

### Protesi fonatoria

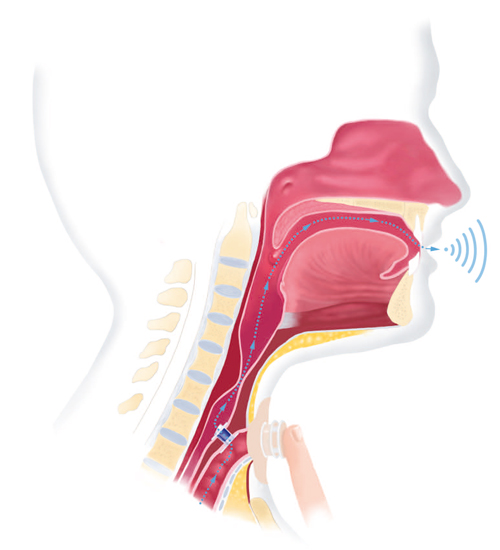
Protesi fonatoria: valvola tracheo-esofagea dopo laringectomia.

Una protesi fonatoria è un dispositivo medicale che viene inserito da un medico-chirurgo specialista in otorinolaringoiatra nella fistola tracheo esofagea in seguito ad un intervento di laringectomia totale.
Può essere direttamente installata nell'apparato fonatorio dell'utente, oppure azionata manualmente una volta appoggiata alla sua gola. Sostituisce i principali organi di produzione vocale, quali trachea, corde vocali e laringe, in caso di malfunzionamento dovuto a malattie o danni irreversibili.

## Materiali utilizzati

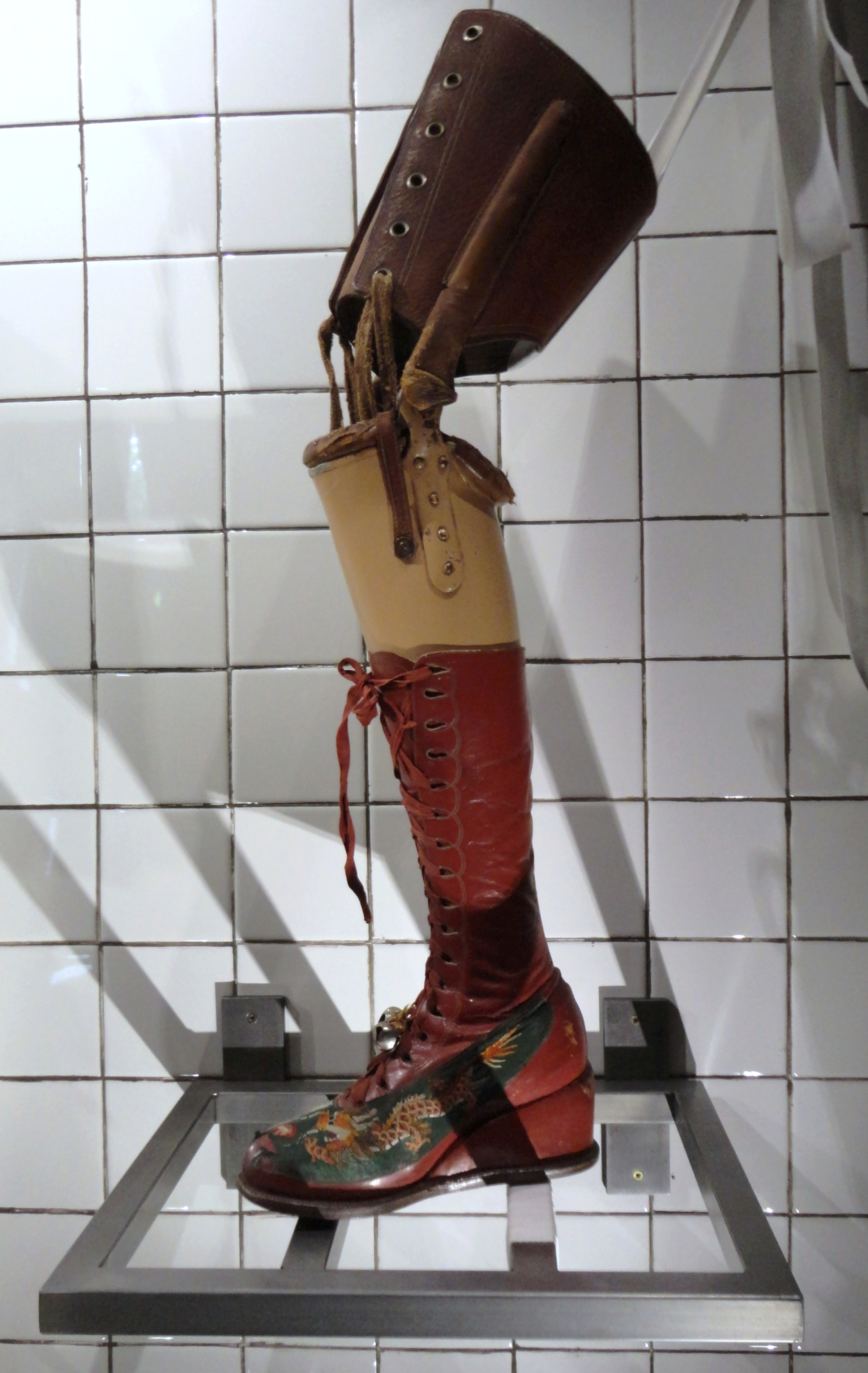
Protesi appartenuta a Frida Kahlo

Le protesi sono rese leggere per una migliore comodità per il paziente. Alcuni di questi materiali includono:
- Plastica:
  - polietilene
  - polipropilene
  - Acrilici
  - poliuretano
- Legno (per protesi precoci)
- Gomma
- Metalli leggeri:
  - Titanio
  - Alluminio
- Compositi:
  - Polimeri rinforzati con fibra di carbonio

Alcune protesi vengono realizzate con bottiglie e coperchi di plastica riciclati.
Ricercatori del MIT hanno verificato che l'alluminio può essere disintegrato in pochi minuti da un eutettico di indio e gallio, che penetra e ne rompe le strutture granulari, impedendo inoltre la formazione di uno strato protettivo di ossido di alluminio.

## Progetti Open Source
Esiste dal 2006 un forum di protesi open design noto come "Progetto protesico aperto" (Open Prosthetics Project). Il gruppo impiega collaboratori e volontari per far progredire la tecnologia protesica nel tentativo di ridurre i costi di questi dispositivi necessari. Open Bionics è un'azienda nata nel 2014 che sta sviluppando mani protesiche robotiche open source. Utilizza la stampa 3D per produrre i dispositivi e scanner 3D a basso costo per adattarli. Uno studio di revisione su una vasta gamma di mani protesiche stampate in 3D ha scoperto che sebbene la tecnologia di stampa 3D sia promettente per la progettazione di protesi, non è necessariamente più economica. Lo studio stesso ha anche constatato che mancano ancora prove sulla funzionalità, la durata e l'accettazione da parte degli utenti delle protesi per le mani stampate in 3D.

## Nella cultura di massa
- Nel 1883 ne L'isola del tesoro di Robert Louis Stevenson, Long John Silver è un pirata che ha militato come quartiermastro alle dipendenze del famoso capitano Flint e timoniere della Tricheco, dopo aver perso una gamba ed essersi messo una protesi in legno[39].

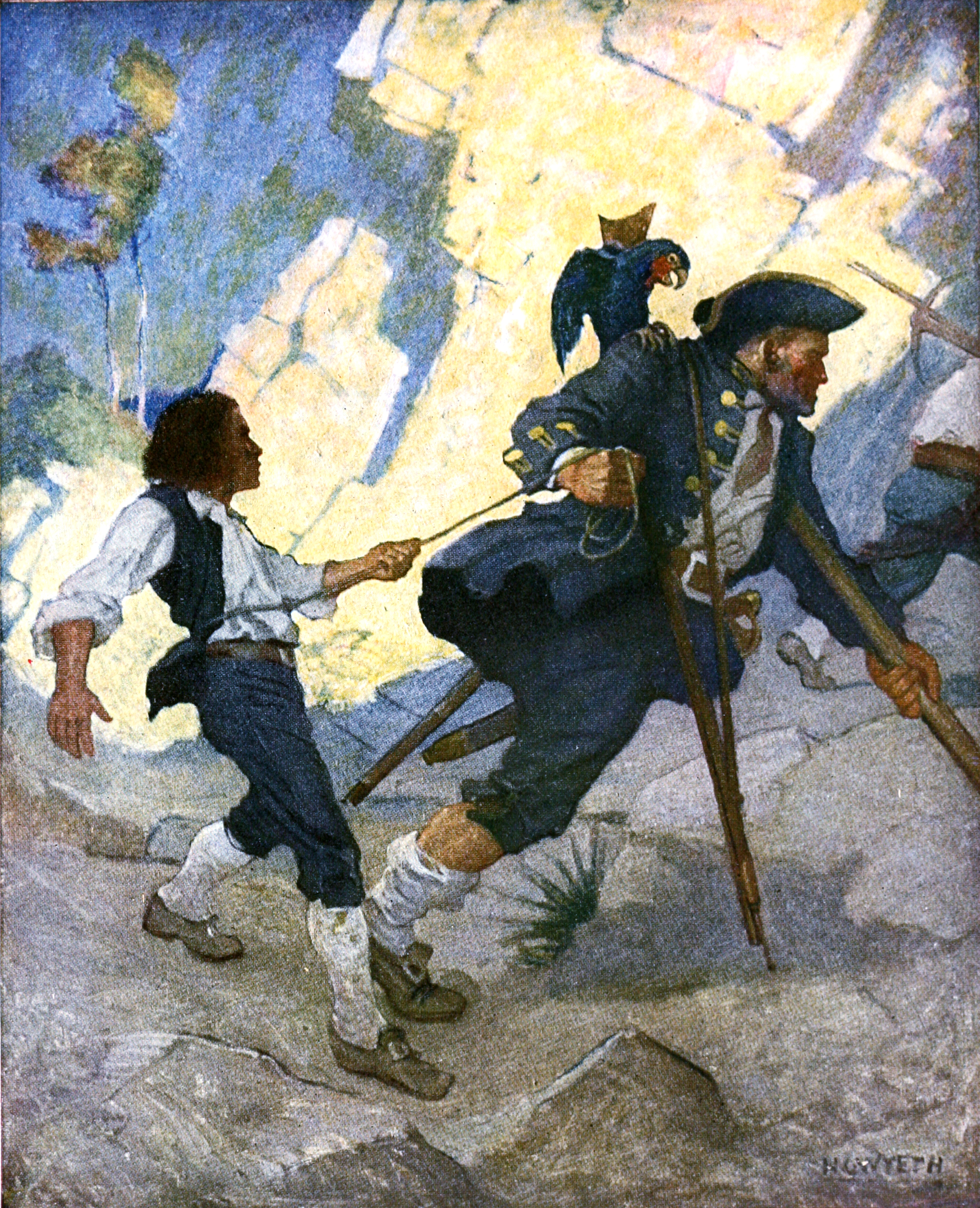
Long John Silver e il suo pappagallo di NC Wyeth dall'edizione del 1911 di Treasure Island.

- Il Capitan Uncino è l'antagonista sia dell'opera teatrale basata su Peter Pan, inscenata per la prima volta nel 1904, che del romanzo Peter e Wendy di J. M. Barrie, pubblicato nel 1911, ed ha un uncino al posto di una mano[40].

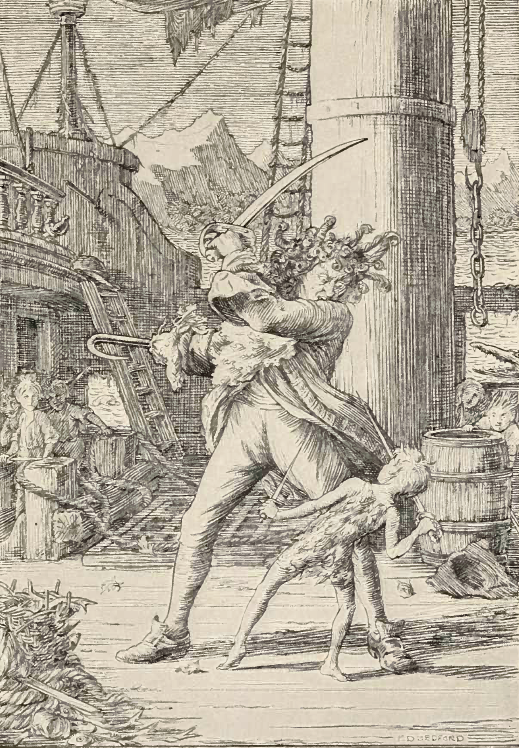
Capitan Uncino e Peter Pan

- Nella fantascienza steampunk vengono mostrate o descritte protesi futuristiche[41] nella Londra Vittoriana.

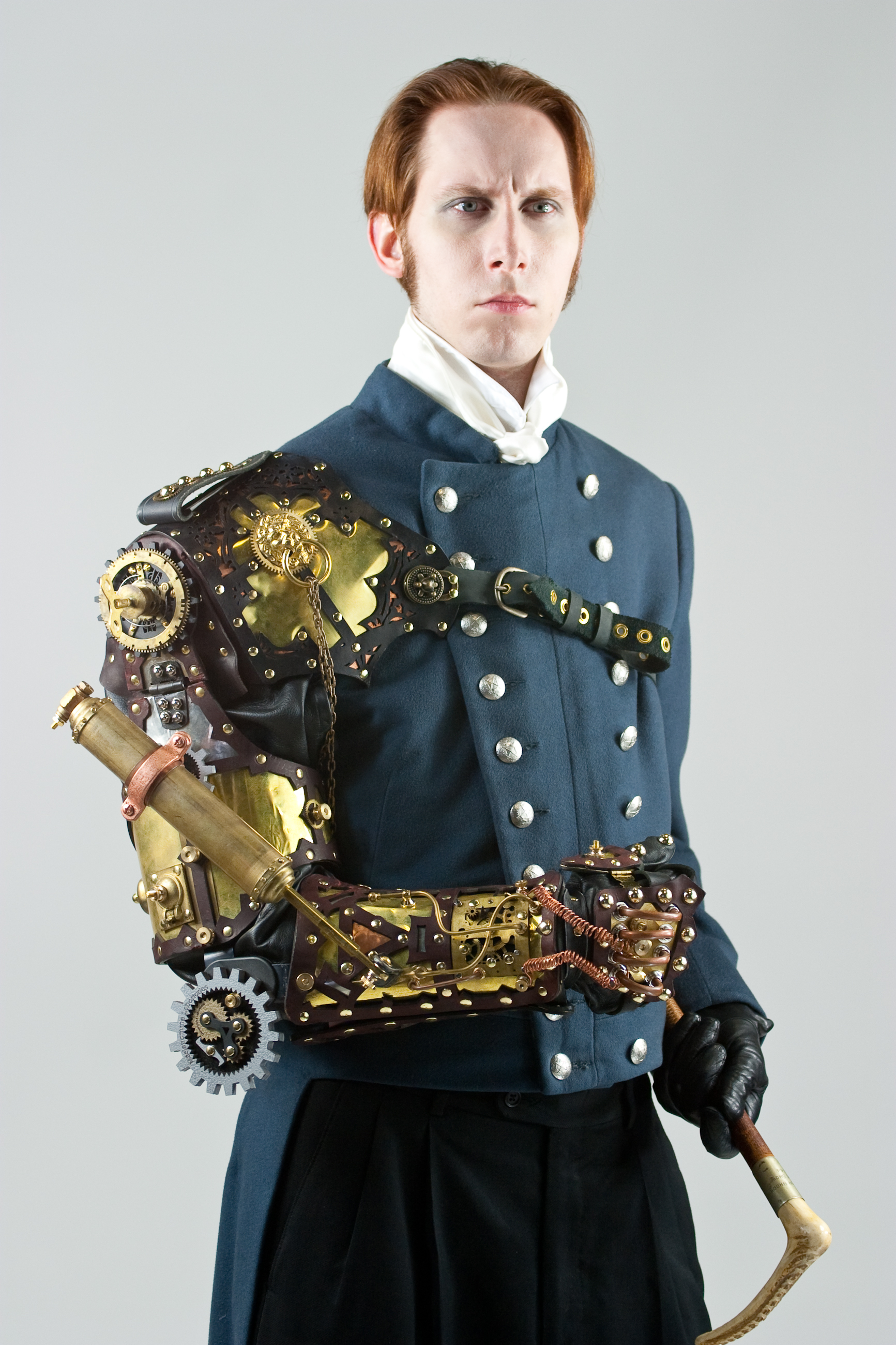
Protesi in stile steampunk.

- Io, robot è un film del 2004 diretto da Alex Proyas ispirato allo scrittore di fantascienza Isaac Asimov con il protagonista che ha un futuristico braccio meccanico, molto realistico, in sostituzione a quello naturale perso in un incidente[42].

## Galleria d'immagini

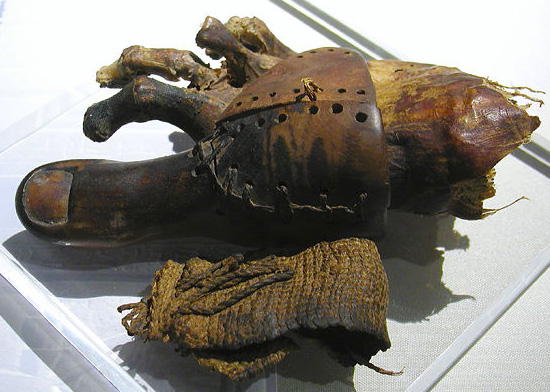
Dito protesico dall'antico Egitto
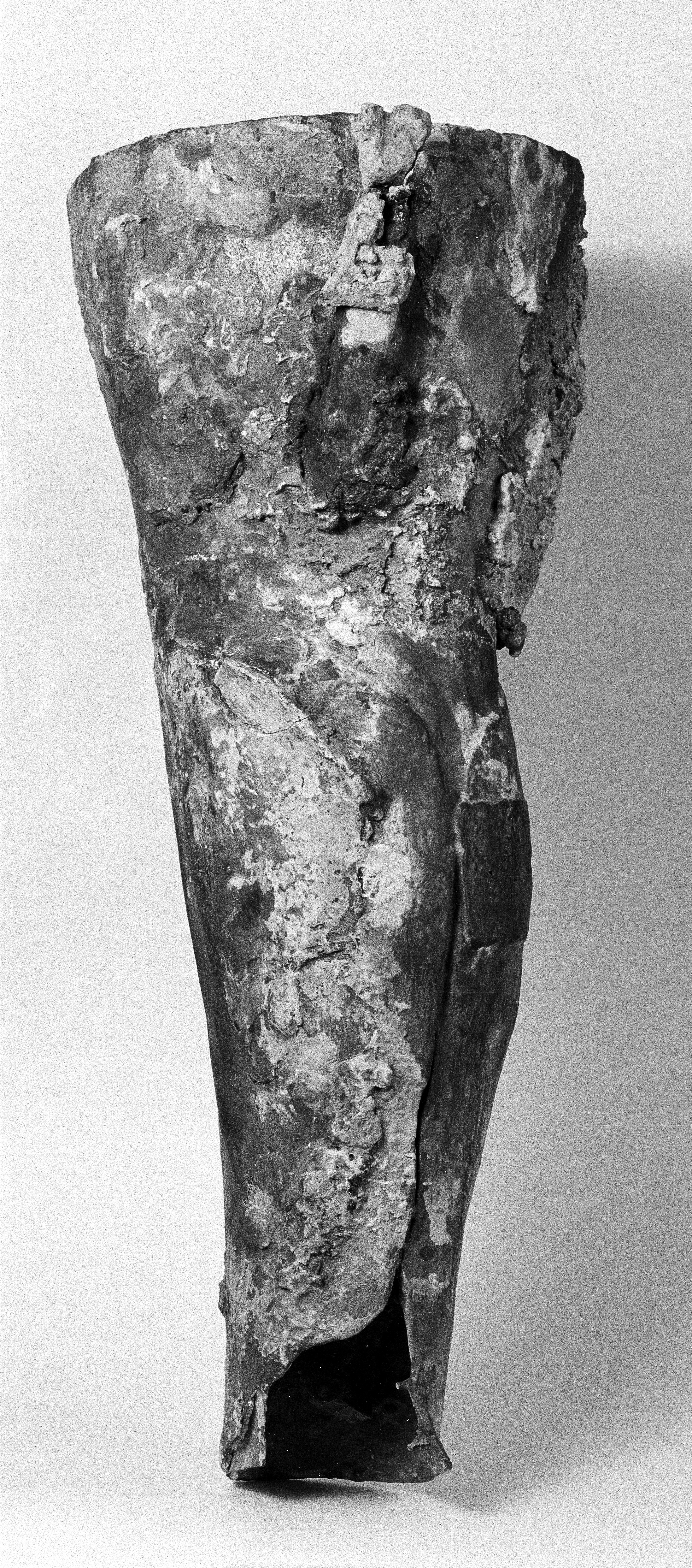
Antica gamba protesica trovata a Capua
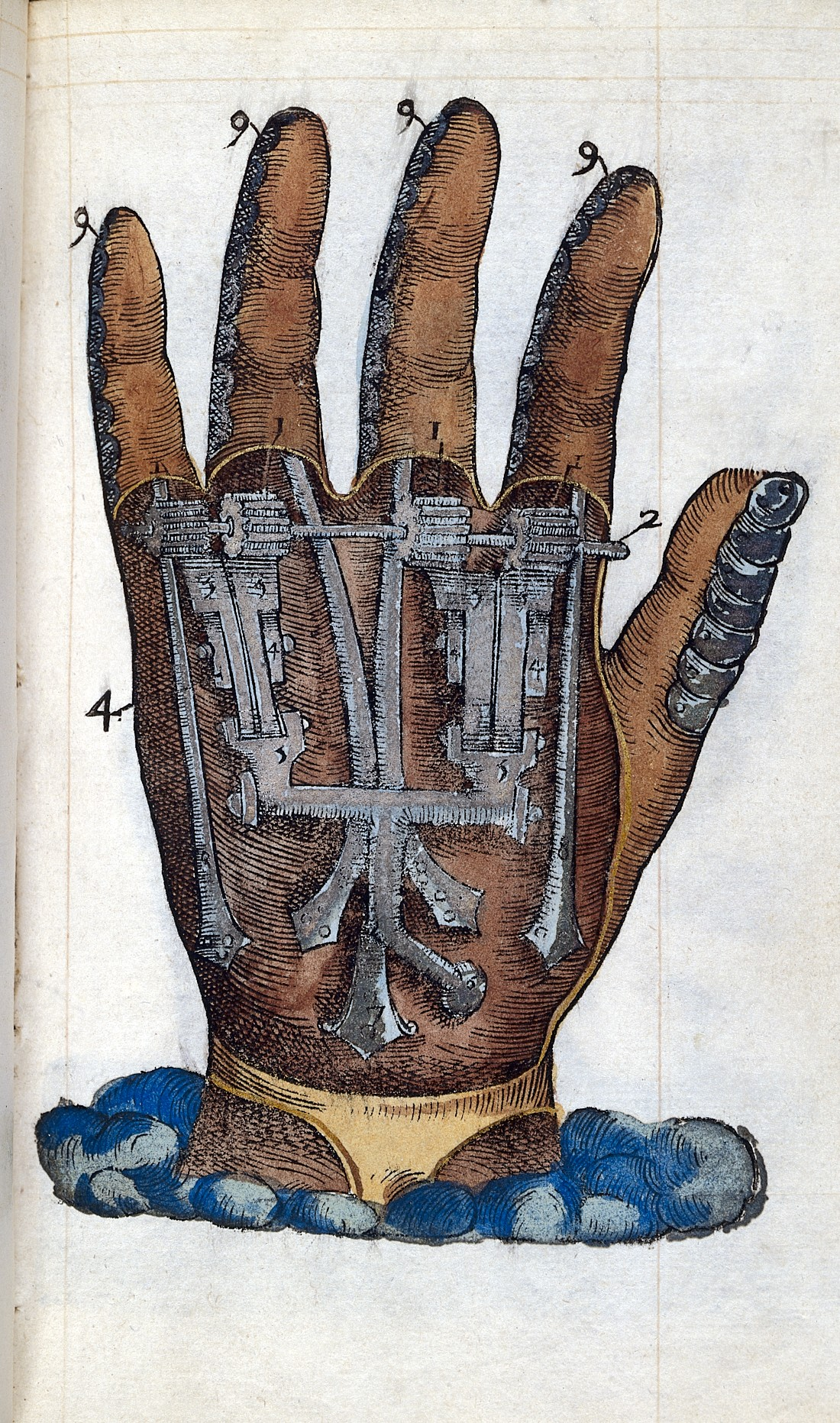
"Illustrazione della mano meccanica", 1564
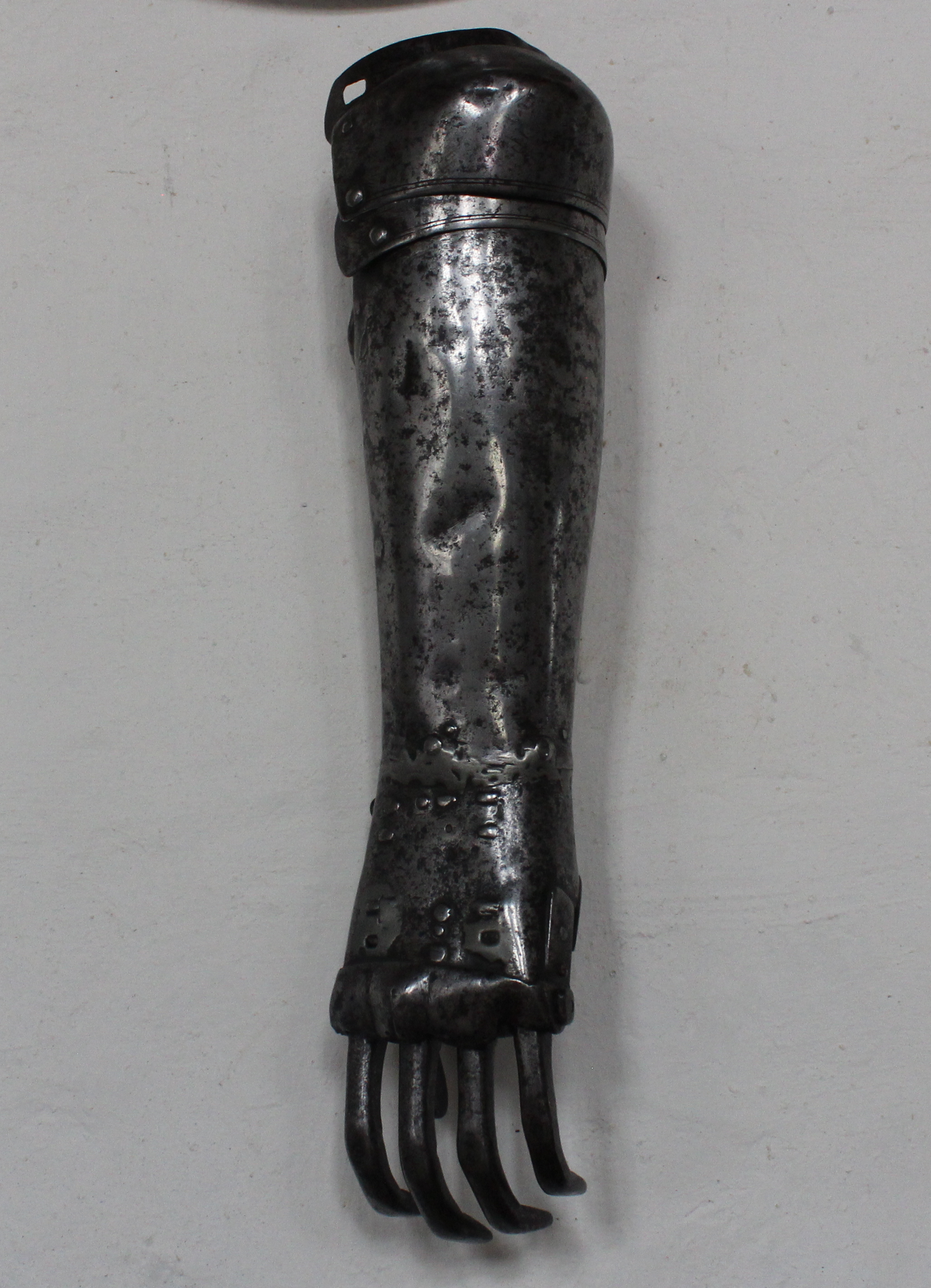
Mano protesica di origine francese o tedesca e che risale probabilmente tra il 1550 e il 1600 in mostra nella Great Hall, Cotehele House, Cornwall.
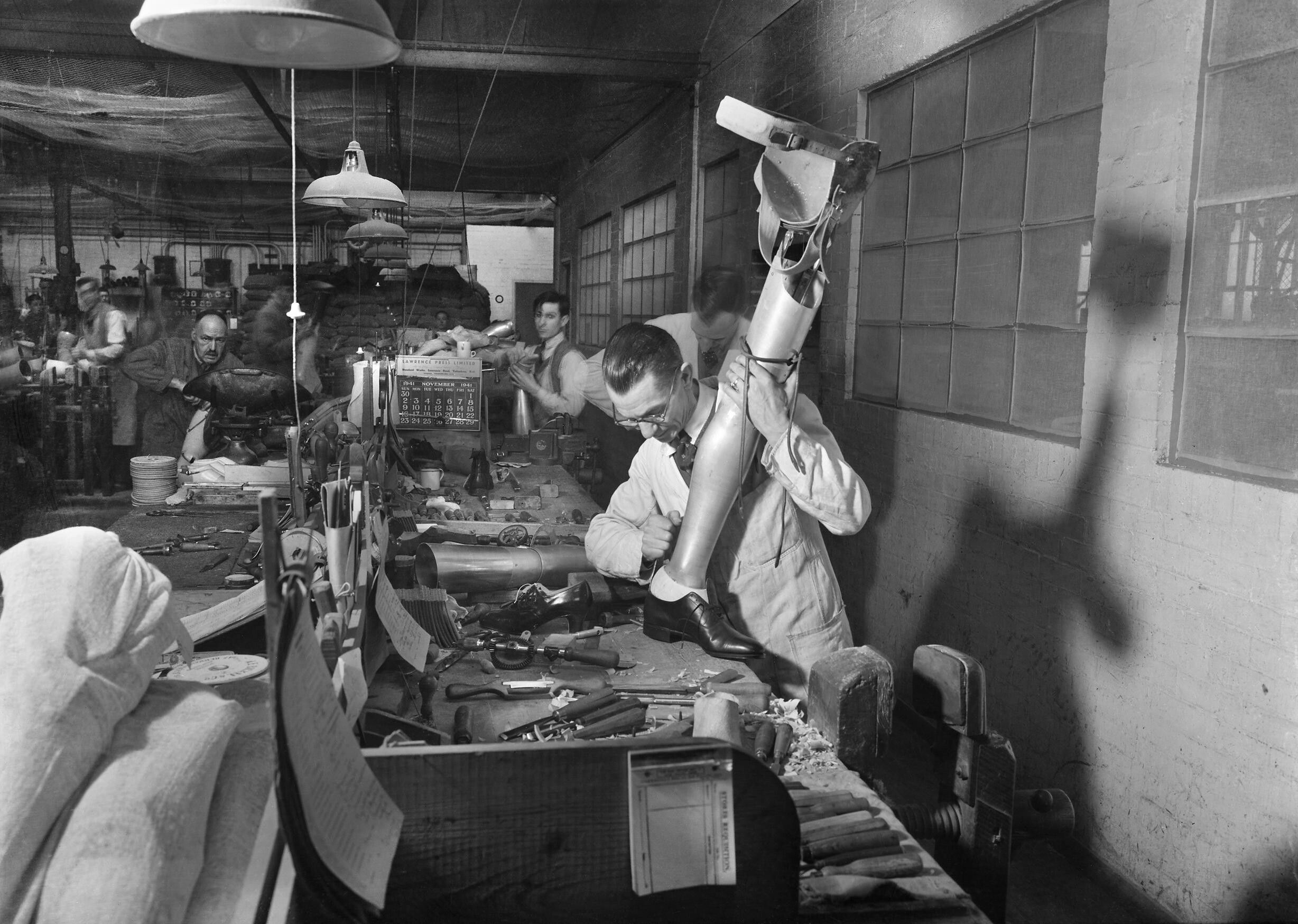
Una fabbrica di arti artificiali nel 1941
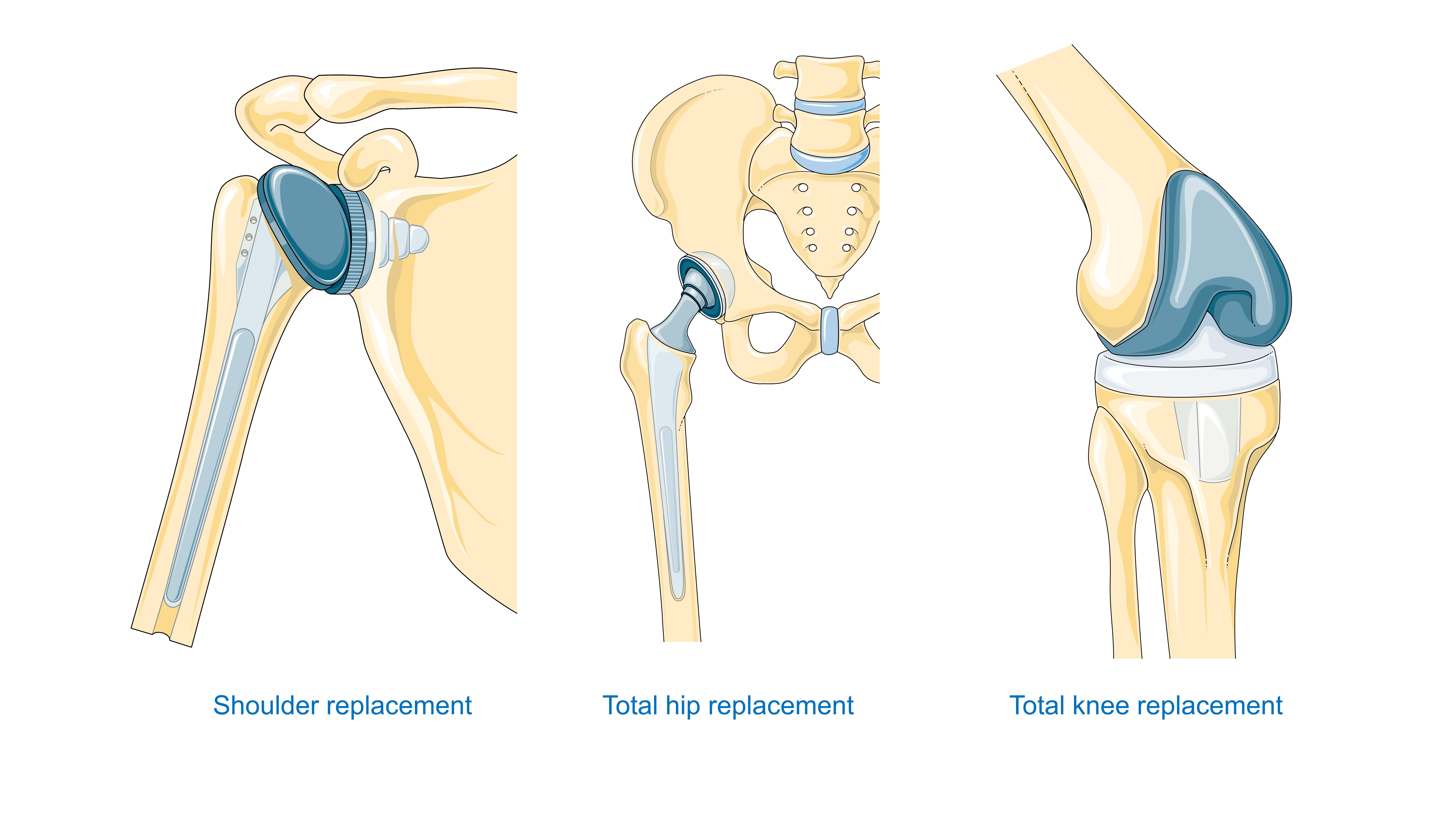
Chirurgia sostitutiva - Sostituzione totale della spalla, dell'anca e del ginocchio
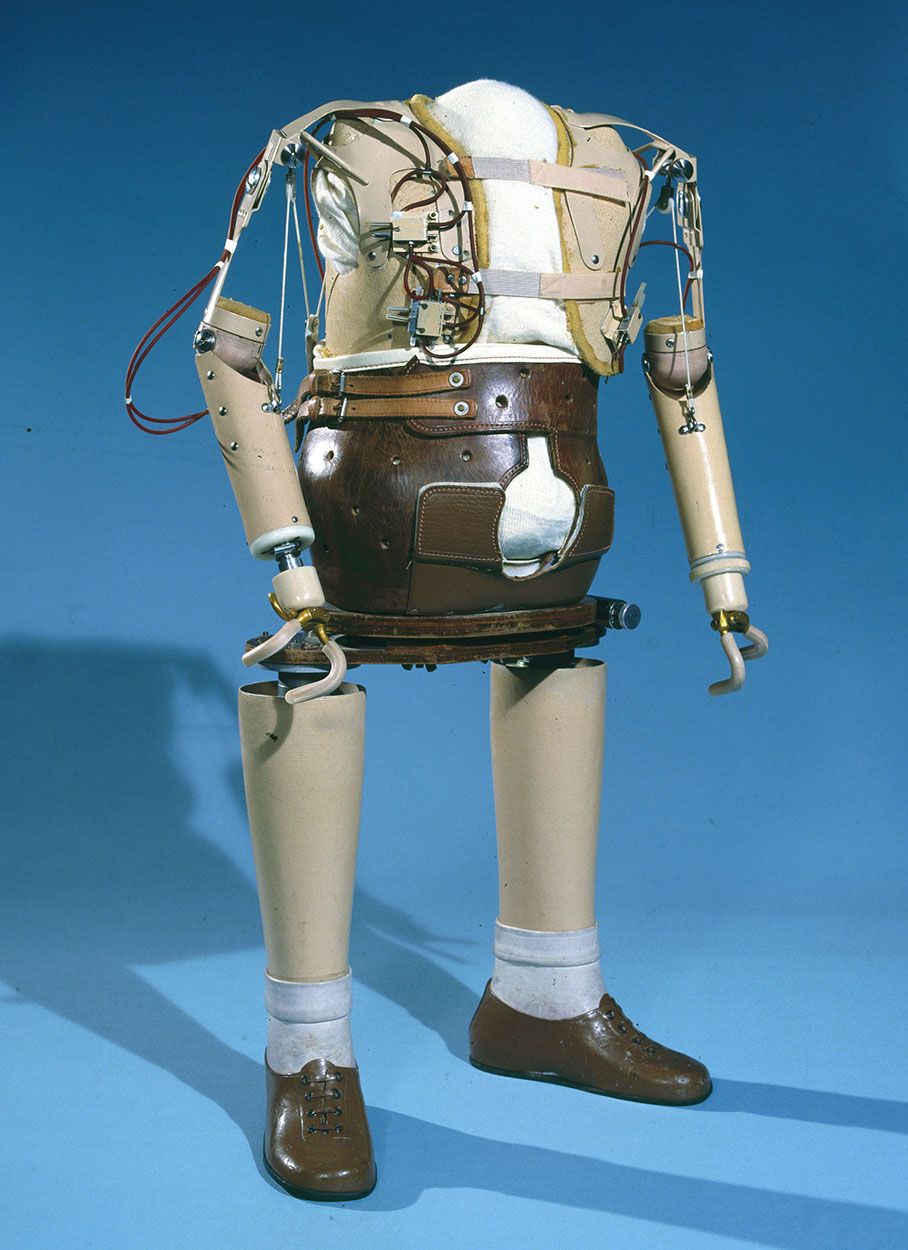
Arti artificiali per un giovane sopravvissuto alla talidomide (1961-1965)
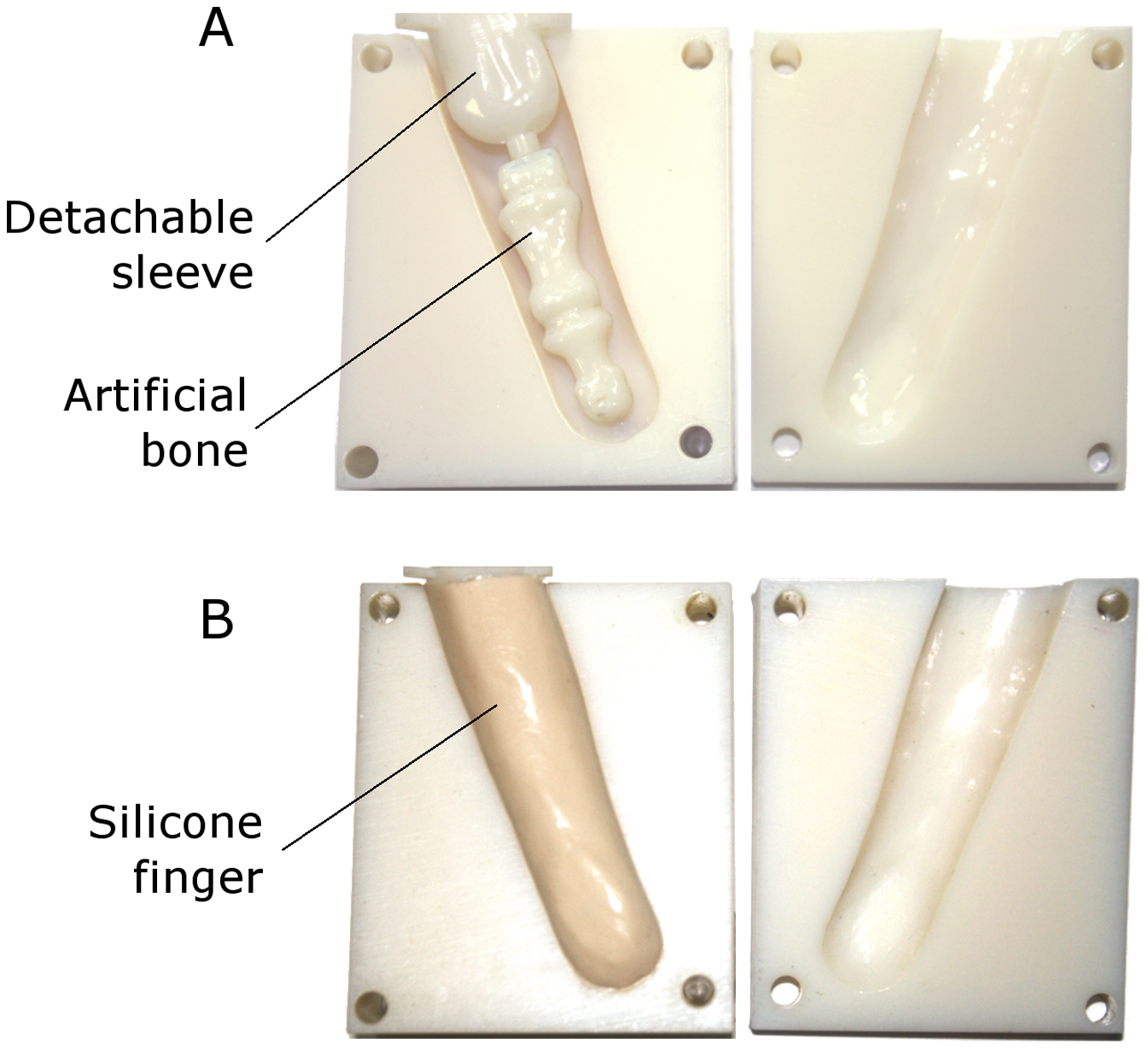
Fabbricazione di un dito protesico
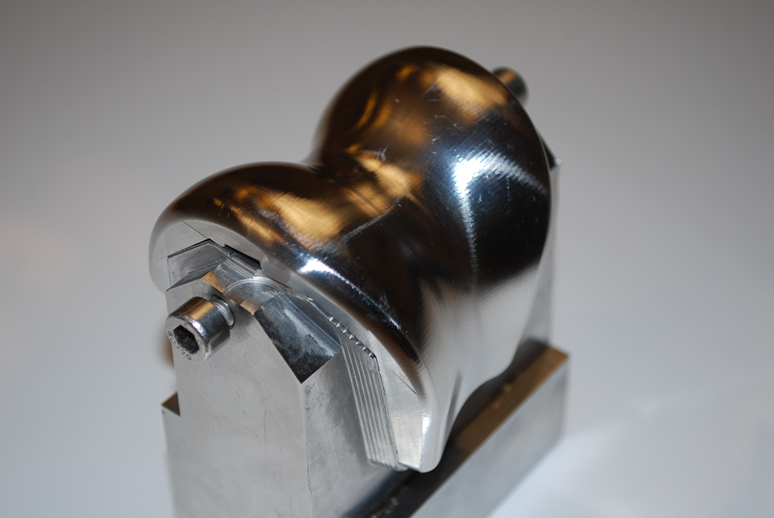
Protesi del ginocchio realizzata utilizzando il software WorkNC Computer Aided Manufacturing.
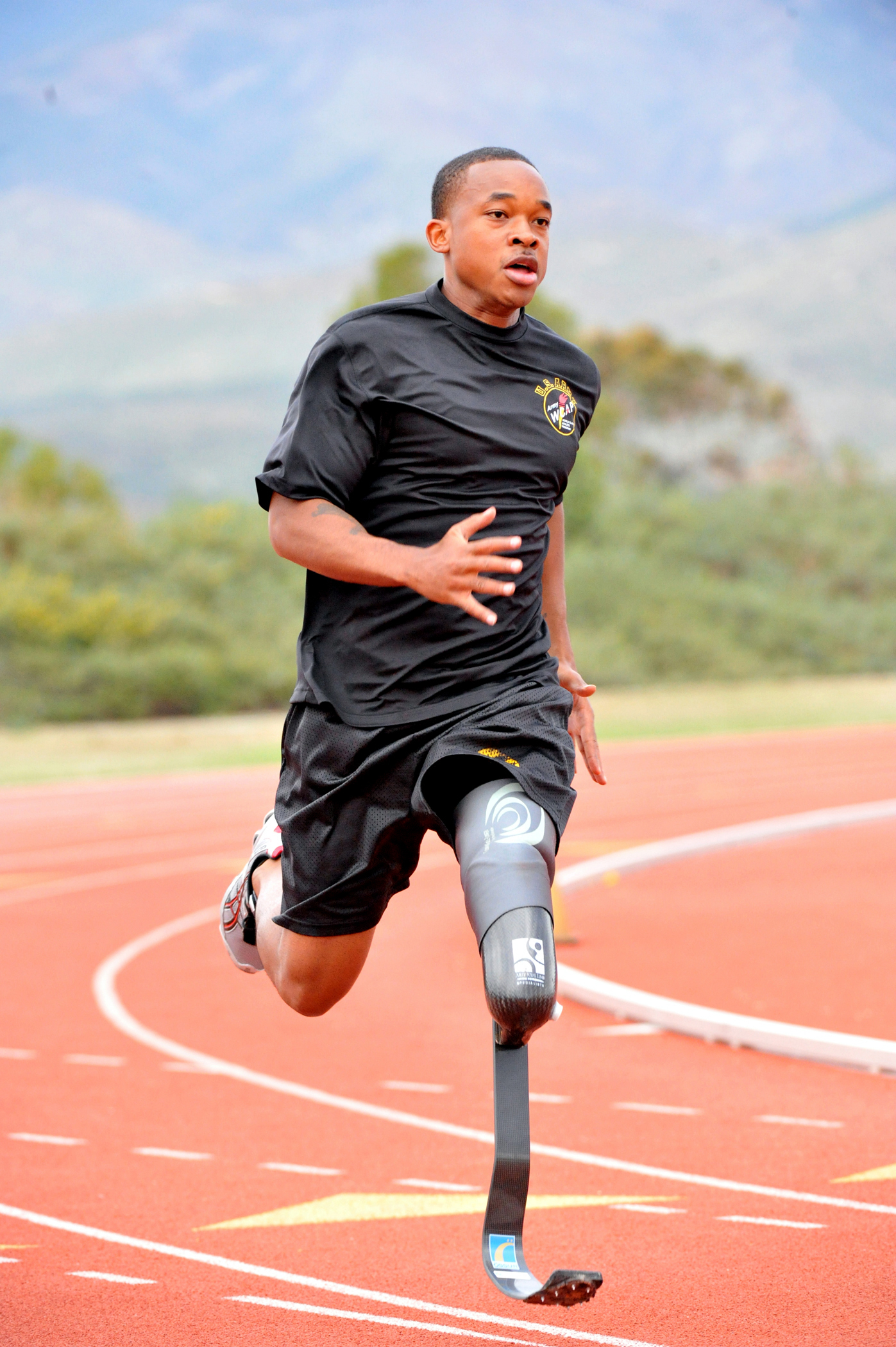
Sergente Jerrod Fields, un atleta paralimpico.
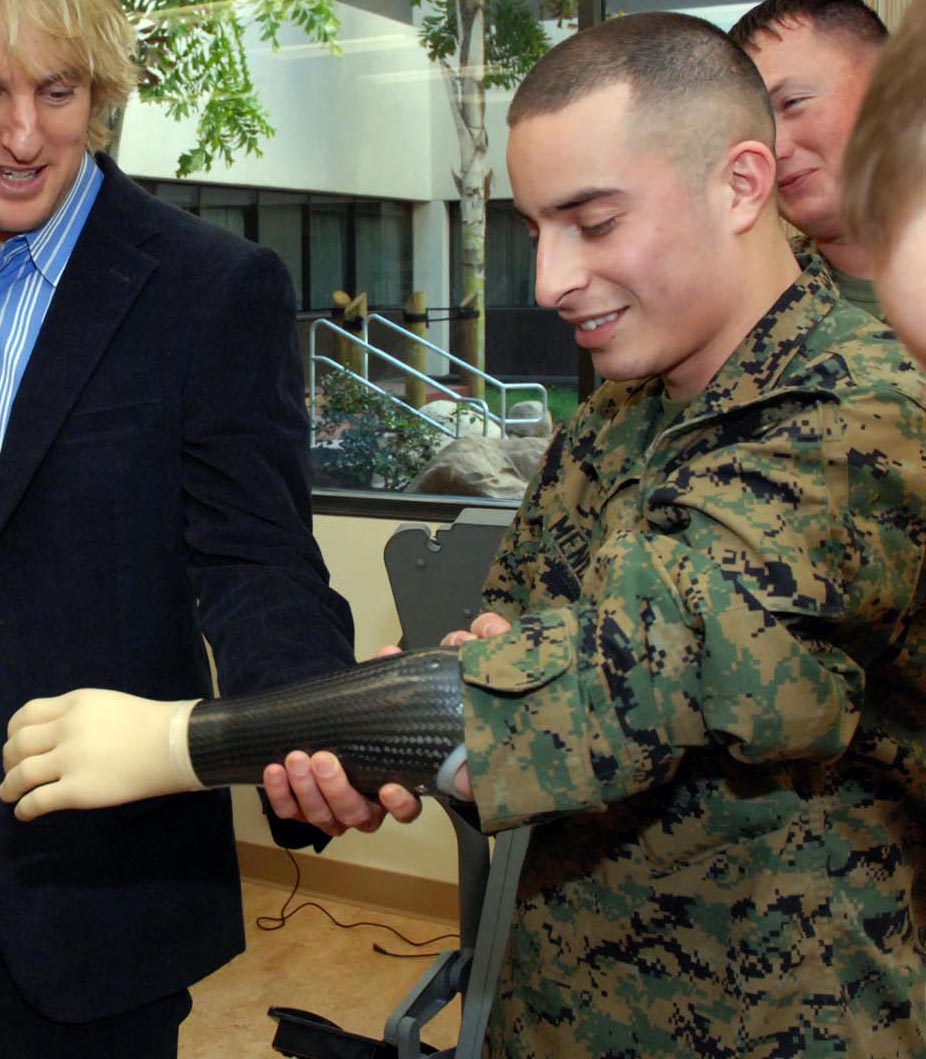
L'attore Owen Wilson stringe il braccio protesico mioelettrico di un marine degli Stati Uniti.
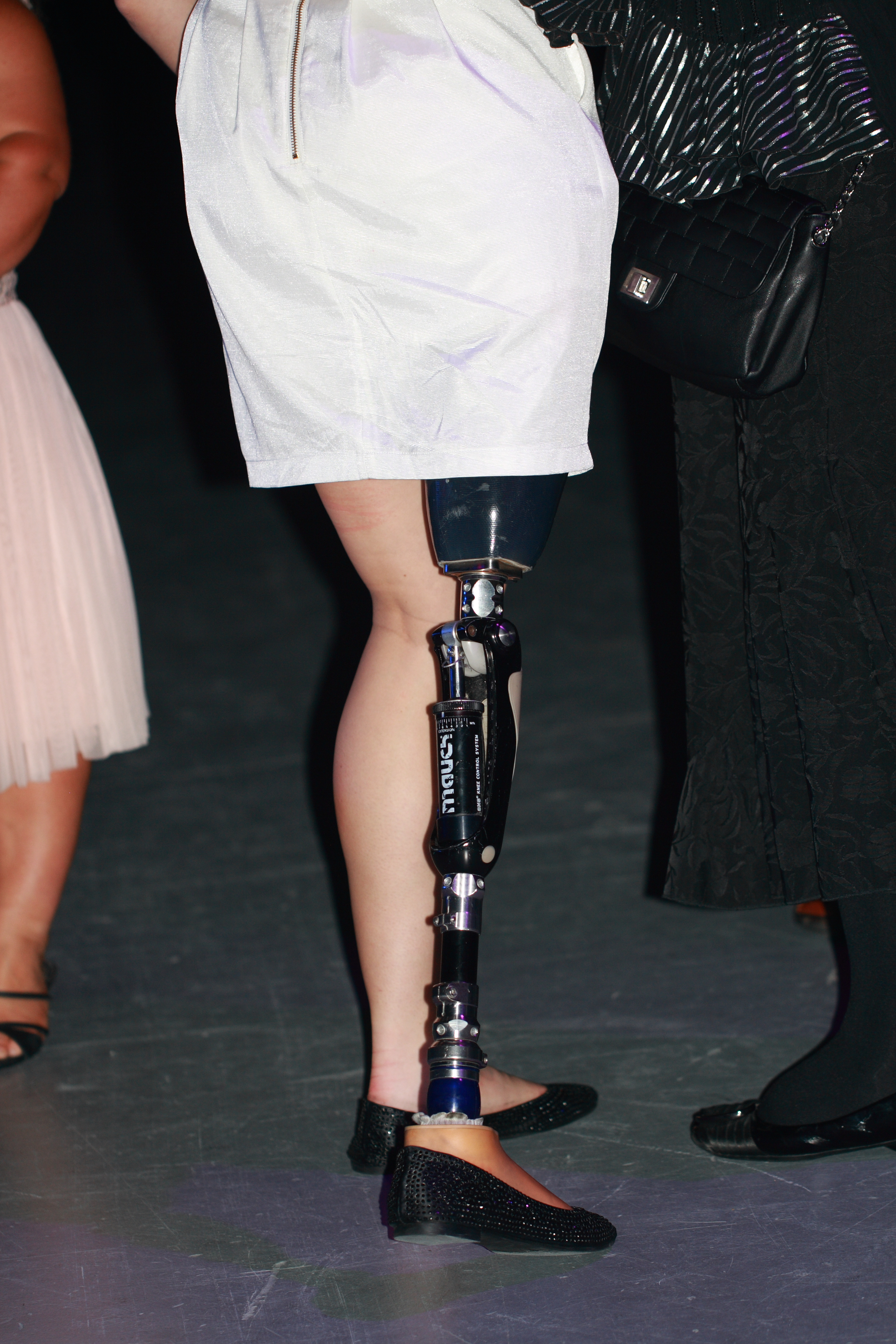
Una protesi indossata da Ellie Cole, una nuotatrice e cestista paralimpica australiana, dopo aver subito l'amputazione della gamba a causa del cancro.
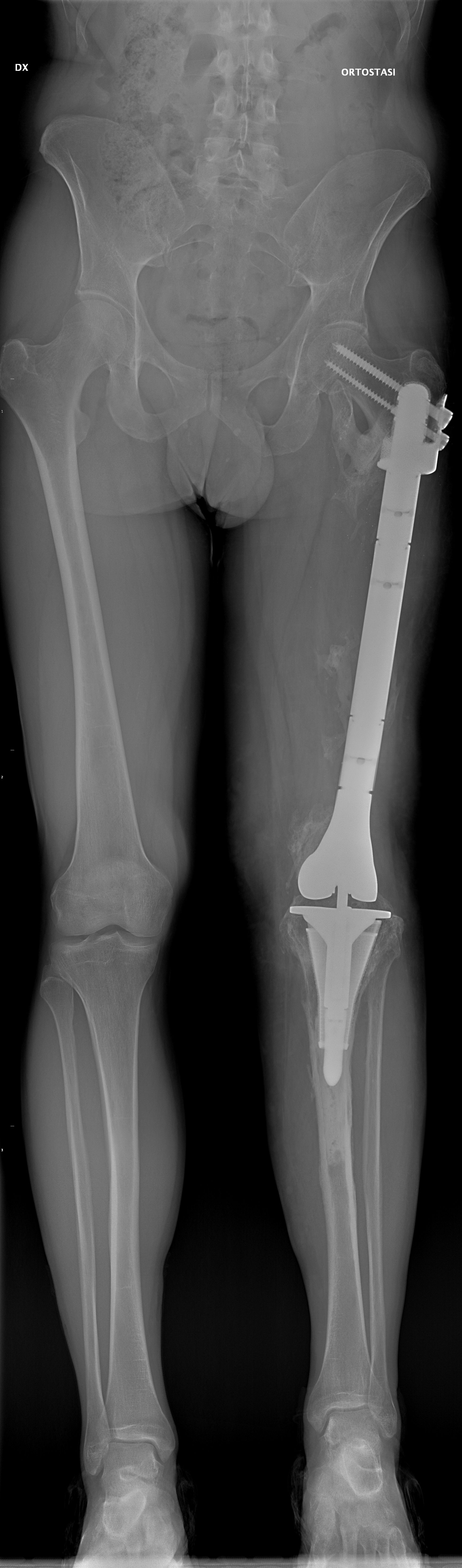
RX protesi femore e ginocchio.